# Handball-Vierländerturnier in Tunesien 2021
Das Handball-Vierländerturnier in Tunesien 2021 (englisch 4 Nations Men’s International Tournament 2021 In Tunesia) war ein Handballturnier in Hammamet, Tunesien. Die Schweiz reiste ohne ihre Topstars an das Turnier an.

## Tabelle
| Pl.                               | Land       | Sp. | S | U | N | Tore    | Diff. | Punkte |
| --------------------------------- | ---------- | --- | - | - | - | ------- | ----- | ------ |
| 1.                                | Tunesien   | 3   | 2 | 0 | 1 | 080:830 | −3    | 4      |
| 2.                                | Montenegro | 3   | 2 | 0 | 1 | 093:900 | +3    | 4      |
| 3.                                | Kap Verde  | 3   | 1 | 0 | 2 | 080:800 | ±0    | 2      |
| 4.                                | Schweiz    | 3   | 1 | 0 | 2 | 081:810 | ±0    | 2      |
| Quelle: , Stand: 5. November 2021 |            |     |   |   |   |         |       |        |

## Spiele
| Donnerstag, 4. November 2021 15:00 Uhr | Montenegro                | 35 : 30   | Schweiz                     | Faouzi Sahli, Hammamet Schiedsrichter: Sassi, Jemaa |
| Donnerstag, 4. November 2021 15:00 Uhr | meiste Tore: Vujović (12) | (17 : 13) | meiste Tore: M. Zehnder (8) | Faouzi Sahli, Hammamet Schiedsrichter: Sassi, Jemaa |
| Donnerstag, 4. November 2021 15:00 Uhr | Strafen: ?× 8×            | Telegramm | Strafen: ?× 6×              | Faouzi Sahli, Hammamet Schiedsrichter: Sassi, Jemaa |

| Donnerstag, 4. November 2021 17:30 Uhr | Tunesien              | 28 : 27      | Kap Verde                | Faouzi Sahli, Hammamet Schiedsrichter: O. Azzabi, A. Abdellatif |
| Donnerstag, 4. November 2021 17:30 Uhr | meiste Tore: Rzig (7) | (14 : 12)    | meiste Tore: Elledy (10) | Faouzi Sahli, Hammamet Schiedsrichter: O. Azzabi, A. Abdellatif |
| Donnerstag, 4. November 2021 17:30 Uhr | Strafen: 2× 3×        | Spielbericht | Strafen: 8×              | Faouzi Sahli, Hammamet Schiedsrichter: O. Azzabi, A. Abdellatif |

| Freitag, 5. November 2021 15:00 Uhr | Kap Verde               | 24 : 22      | Schweiz                     | Faouzi Sahli, Hammamet Schiedsrichter: Krichen, Makhlouf |
| Freitag, 5. November 2021 15:00 Uhr | meiste Tore: Elledy (9) | (10 : 13)    | meiste Tore: M. Zehnder (6) | Faouzi Sahli, Hammamet Schiedsrichter: Krichen, Makhlouf |
| Freitag, 5. November 2021 15:00 Uhr | Strafen: 2× 10×         | Spielbericht | Strafen: 4×                 | Faouzi Sahli, Hammamet Schiedsrichter: Krichen, Makhlouf |

| Freitag, 5. November 2021 17:30 Uhr | Tunesien                   | 30 : 28      | Montenegro               | Faouzi Sahli, Hammamet |
| Freitag, 5. November 2021 17:30 Uhr | meiste Tore: Boughanmi (9) | (15 : 12)    | meiste Tore: Radović (4) | Faouzi Sahli, Hammamet |
| Freitag, 5. November 2021 17:30 Uhr | Strafen: ?× 3×             | Spielbericht |                          | Faouzi Sahli, Hammamet |

| Samstag, 6. November 2021 15:00 Uhr | Kap Verde | 29 : 30                   | Montenegro | Faouzi Sahli, Hammamet |
| Samstag, 6. November 2021 15:00 Uhr |           | meiste Tore: Vujović (13) |            | Faouzi Sahli, Hammamet |
| Samstag, 6. November 2021 15:00 Uhr |           |                           |            | Faouzi Sahli, Hammamet |

| Samstag, 6. November 2021 17:30 Uhr | Tunesien                 | 22 : 28  | Schweiz                     | Faouzi Sahli, Hammamet Schiedsrichter: Krichen, Makhlouf |
| Samstag, 6. November 2021 17:30 Uhr | meiste Tore: Bannour (7) | (10 : 9) | meiste Tore: M. Zehnder (9) | Faouzi Sahli, Hammamet Schiedsrichter: Krichen, Makhlouf |
| Samstag, 6. November 2021 17:30 Uhr | Strafen: ?× 3× 1×        | [ 3 ]    | Strafen: ?× 4×              | Faouzi Sahli, Hammamet Schiedsrichter: Krichen, Makhlouf |